# Rostsångare
Rostsångare (Curruca iberiae) är en nyligen urskild fågelart i familjen sylvior inom ordningen tättingar som förekommer i sydvästra Europa och nordvästra Afrika. Arten är kortflyttare som vintertid rör sig söderut så långt som till ett band strax söder om Sahara, från Senegal till Niger. Tillfälligt påträffas den sällsynt norr om sitt utbredningsområde, bland annat med tre säkerställda fynd i Sverige. Rostsångaren är mycket lik och nära släkt med rosensångaren (C. subalpina) och rödstrupig sångare (C. cantillans). Fram tills nyligen behandlades de som en och samma art.

## Kännetecken

### Utseende
Rostsångaren är mycket lik framför allt rödstrupig sångare (Curruca cantillans), men också den likaledes nyligen urskilda arten rosensångaren (Curruca subalpina). Likt dessa har hanen blyfärgad ovansida, rödaktig undersida, ett vitt mustaschstreck och rosafärgade ben medan honan är mer brungrå ovan och ljus under med svagt röd anstrykning. Till skillnad från rödstrupig sångare är hanen rödorange över hela buken, inte bara bröstet. Den saknar också den rödstrupiga sångarens diagnostiska vita kil på näst yttersta stjärtpennan, en egenskap som den dock delar med rosensångare.

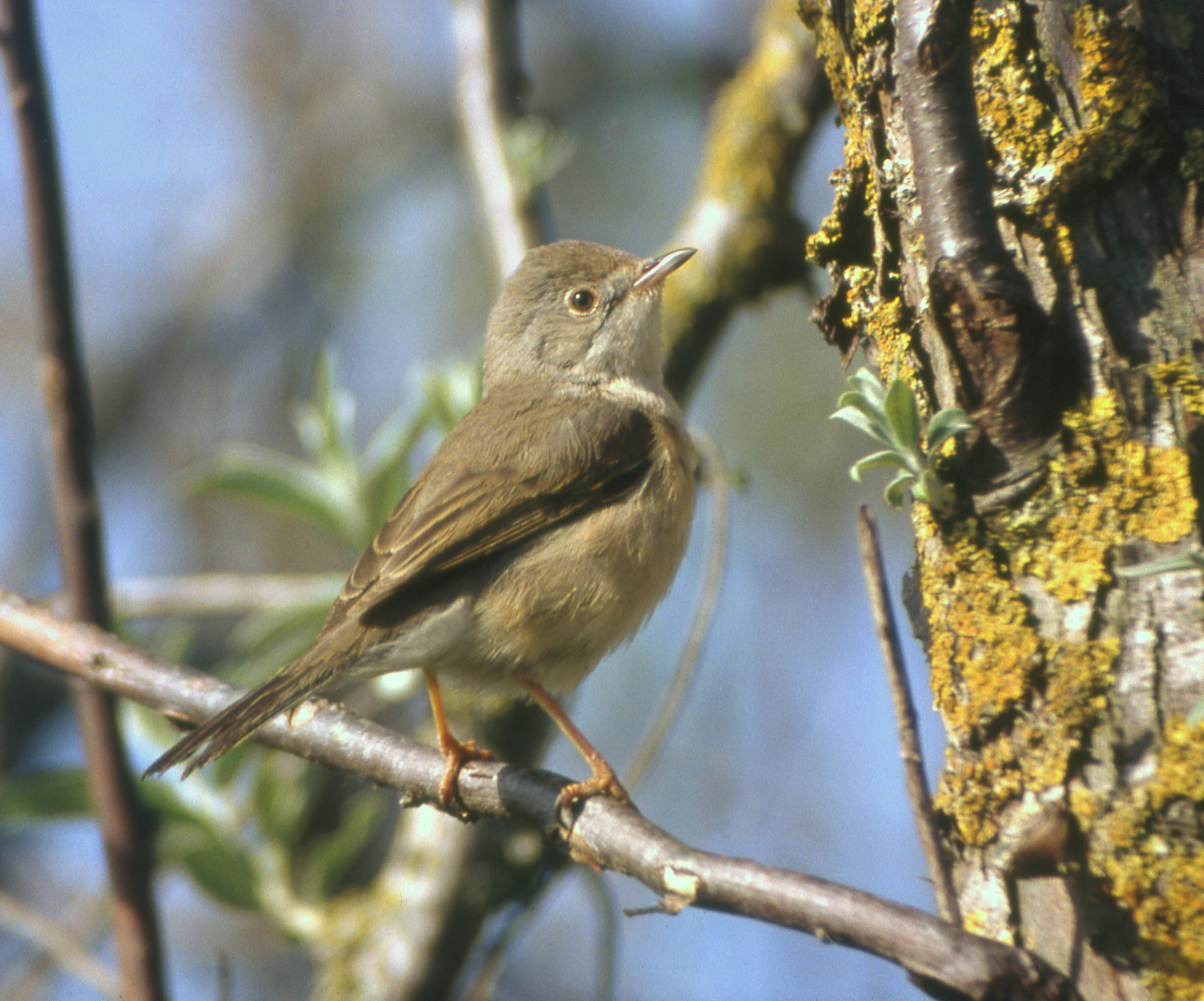
Hona rostsångare i nordöstra Spanien.

### Läten
Fågeln lockar likt ärtsångaren ett "tek" eller "tett", inte lika tjockt som rödstrupig sångare och väl skilt från rosensångarens stjärtmes- och gärdsmygslika smatter.

## Utbredning och systematik
Rostsångare häckar på Iberiska halvön och i norra Afrika och delades tidigare in i två underarter:
- iberiae – Iberiska halvön, södra Frankrike och allra nordvästligaste Italien (delar av Ligurien och Piemonte); flyttar vintertid till södra Marocko, centrala och södra Algeriet och från Senegal och södra Mauretanien österut till Niger
- inornata – nordvästra Afrika från Marocko österut till norra Tunisien, lokalt i nordvästra Libyen; möjligen kortflyttare eller stannfågel

En studie från 2020 visade dock att typserien för inornata från Tunisien egentligen utgjorde rosensångare (C. subalpina). Det innebär att namnet inornata inte är tillgängligt som namn för rostsångare och måste därför ersättas av det äldsta namn som finns tillgängligt för arten, vilket är iberiae. Den nordafrikanska populationen saknar därmed ett tillgängligt namn. Författarna till studien rekommenderar dock att arten ska behandlas som monotypisk, vilket även tongivande taxonomiska auktoriteten International Ornithological Congress tillämpat. 

### Artstatus
Rostsångaren behandlas traditionellt som en del av den östligare arten rödstrupig sångare. Sedan 2014 urskiljer dock Birdlife Sverige den som egen art, baserat på skillnader i läten, utseende och DNA. Tongivande International Ornithological Congress (IOC) följde efter 2020, eBird/Clements 2021.

### Rostsångare i Sverige
Endast tre fynd i Sverige har med säkerhet artbestämts till rostsångare, alla tre ringmärkta individer: en hona 28 maj 2015 på Eggegrund i Gästrikland, en ung hane bestämd till underarten iberiae 20 maj 2016 vid Hoburgen på Gotland samt ytterligare en hane 28 maj 2018, även den på Hoburgen.

### Släktestillhörighet
Arten och dess släktingar placeras traditionellt i släktet Sylvia. Genetiska studier visar dock att Sylvia består av två klader som skildes åt för hela 15 miljoner år sedan. Sedan 2020 delar BirdLife Sverige och tongivande internationella auktoriteten International Ornithological Congress (IOC) därför upp Sylvia i två skilda släkten, varvid rostsångaren förs till Curruca. Även eBird/Clements följde efter 2021.

## Ekologi
Rostsångare häckar i liknande miljöer som rödstrupig sångare, det vill säga i buskage på torra sluttningar eller sandiga hedar och även intill öppen skogsmark, eller i frodiga buskmarker intill vattendrag. I Marocko förekommer den upp till 2 200 meter över havet.. Boet byggs i en tät buske där honan lägger i genomsnitt 4,2 (Marocko) eller 4,5 ägg (sydöstra Frankrike), i Nordafrika mellan början av maj och slutet av juni.

## Status och hot
Internationella naturvårdsunionen IUCN erkänner den ännu inte som egen art, varför de inte bedömer dess hotstatus. Den verkar öka lokalt och sprida sig norrut i Frankrike och Andorra, och i Katalonien har utbredningsområdet ökat med 30 % mellan 1980 och 2000.